# Erdélyi Udvari Kancellária
Az Erdélyi Udvari Kancellária (latinul: Cancellaria Aulica Transylvaniae; németül: Siebenbürgische Hofkanzlei) a Habsburg-fennhatóság alatt álló Erdély 1694 és 1867 között fennálló, legfelsőbb szintű kormányzati szerve volt, amelynek fő feladata egyfelől az erdélyi főkormányszék (gubernium) ellenőrzésében, másfelől a főkormányszék és az uralkodó közötti hivatalos érintkezés bonyolításában állt. Székhelye Bécsben volt. Fennállása során két ízben függesztették fel a működését: 1782 és 1791 között önállóságát veszítve a Magyar Udvari Kancellária alá rendelt hivatalként működött, 1848-ban pedig feloszlatták, és csak 1860-ban alakult újra.
Az Erdélyi Fejedelemség történetében, II. János Zsigmond idejétől már működött kancellária Erdélyben, amely a kormányzási, közigazgatási és igazságszolgáltatási közfeladatokat ellátó hatóságként működött. A Habsburgok létrehozta Erdélyi Udvari Kancellária azonban nem ennek átalakításával jött létre, hanem a birodalomszerte már működő magyar, cseh, osztrák stb. udvari kancelláriák mintájára építették fel szervezetét.

## Történelme

### Megalakulása
A törökellenes hadjárat során, 1687 őszén Lotaringiai Károly Nagyharsánynál vereséget mért az oszmán hadakra, s a császári fősereg a diadalt követően benyomult Erdélybe. A császári udvar minden igyekezetével azon volt, hogy az előző évben I. Apafi Mihály fejedelemmel megkötött, Erdély önállóságát részlegesen biztosító balázsfalvi egyezményt felrúgja és fennhatóságát Erdélyre kiterjeszthesse. A frissen kinevezett katonai főparancsnokot, Caraffa tábornokot bízták meg Erdély közjogi helyzetének rendezésével, aki terrorisztikus diplomáciai eszköztárával elérte, hogy 1688. május 9-én az erdélyi rendek képviselői aláírják a fogarasi deklarációt. Ez kimondta, hogy a török védnökség felmondásával a Habsburg Birodalom oltalma alá helyezik Erdélyt.
Az Erdély közjogi helyzetét rendező uralkodó oklevélhez Bethlen Miklós nyújtott be tizennyolc pontos tervezetet, amelynek értelmében Erdély gazdasági, művelődési és közigazgatási önállóságot kap a birodalom keretén belül. A déli hadszíntereken megszorított uralkodó sietve aláírta a Diploma Leopoldinum néven híressé lett oklevelet, amely másfél évszázadra meghatározta Erdély államiságát és politikai berendezkedését.
A fogarasi országgyűlésen 1691-ben kihirdetett Diploma Leopoldinum értelmében felállították a közvetlenül az uralkodó alá tartozó, nagyszebeni székhelyű erdélyi főkormányszéket (gubernium), de azonnal fel is merült a kérdés, hogy mi módon jussanak az uralkodó elé a döntését igénylő kérdések. A Habsburg Birodalomhoz tartozó országok mintájára, ahol az uralkodóhoz felterjesztendő ügyiratokat az egyes udvari kancelláriák készítették elő, döntés született az Erdélyi Udvari Kancellária megalakításáról. Alvinczi Péter és társai 1692 szeptemberi emlékiratukban kérték az uralkodót, hogy a tervezettel ellentétben az új kormányszerv ne a Magyar Udvari Kancellária fősége alá tartozzék. Az udvar engedett a kérésnek és az 1693. május 14-én kelt Alvincziana resolutio elrendelte a kancellária felállítását akképpen, hogy annak vezetője állandóan az uralkodó mellett tartózkodjék. 1694. december 4-én nevezte ki az első erdélyi udvari kancellárt, titulusa szerint alkancellárt, Kálnoky Sámuelt, aki ténylegesen csak 1695 novemberétől látta el a feladatát.

### Történetének első évszázada (1694–1782)
I. Lipót 1693. április 29-én a bécsi udvarban kancellária létrehozását rendelte el.  - „állandóan kancellár, vagy alkancellár üljön, meghatározott napokon az ügyeket eléje terjessze, döntését meghallja és azt továbbítsa” Az 1694. február 25. és április 6. között tartott erdélyi országgyűlésen kőröspataki Kálnoky Sámuelt választották meg az Erdélyi Udvari Kancellária vezetőjének. Meghagyta az országgyűlés azt is, hogy Kálnoky munkáját két referendarius és egy titkár segítse. Később a rendek előírták, hogy Kálnoky mellé kerüljön mind a négy bevett felekezetből egy-egy személy, így a kancellária dolgozói a következők lettek:  Szentkereszti András (református) és Henter Benedek (katolikus) referendárius, Pálfi Ferenc (unitárius) és Czakó György (evangélikus) titkárok, íródeákok: Bíró Mózes, Balcu Mihály, Kozma Kelemen.  
A kancellária hatósági jogkörének megállapítása több szempontból sem volt szerencsés, sajátos feladatköre és szervezeti felépítése folytán az elkövetkező évtizedekben állandósult a feszültség az erdélyi főkormányszék és a hátterében álló helyi arisztokrácia, valamint az uralkodó kinyújtott kezének tekintett udvari kancellária között. Ugyanakkor a császári udvar és az alkancellária közötti viszony sem volt felhőtlen. Elsősorban is az Erdélyi Udvari Kancellária egyik fő feladata a gubernium munkájának tulajdonképpeni ellenőrzése volt. A főkormányszék döntéshozó testülete által előkészített, a közügyeket, a fiskális helyzetet stb. érintő rendeletek a kancellária referatúráján keresztül jutottak el az uralkodóhoz. A kancellárián megvitatták a felterjesztett kérdéseket, s az egyszerű szótöbbséggel kialakított kancelláriai álláspontot juttatták el az uralkodóhoz anélkül, hogy a tárgyban tovább egyeztettek volna a guberniummal. Ugyanakkor az Erdélyt is érintő uralkodói rendeletek szintén a kancellárián keresztül jutottak el a főkormányszékhez, ahol sérelmezték, hogy ilyen leplezetlenül a kancellária fősége alá tartozik az Erdélyben székelő kormányszerv.
Másodsorban a kancellária megalakításakor az uralkodó fenntartotta magának a jogot a kancelláriai tisztviselők kinevezésére, a főkormányszék ajánlásainak meghallgatása mellett. Az első időszakban ebben kivetnivalót sem a főkormányszék, sem az erdélyi társadalom nem találhatott, hiszen a katolikus alkancellár, Kálnoky négy referendáriusa, tulajdonképpeni helyettese a bevett erdélyi felekezetekből került ki. Az 1720-as évek végére azonban már sem az unitáriusok, sem a reformátusok nem képviseltették magukat az udvari kancellárián. Az első évtizedekben ugyanis a távozott vagy elhalálozott referedáriusok és további kancelláriai tisztviselők helyére az uralkodó rendre katolikusokat állított – jóllehet, az Alvincziana resolutio szellemében elfogadta a többi felekezet jelöltjeit is, de ezeket sorra leszavazták.
Noha a Rákóczi-szabadságharcot követő évtizedek viszonylagos nyugalomban teltek – az udvari kancellária ekkor, 1713 és 1740 között az energikus és tehetséges Bornemissza (eredetileg Kászoni) János irányítása alatt állt –, a Habsburgok központosító törekvéseinek és az ellenreformáció állampolitikai szintre emelésének egyik következményeként az erdélyi főkormányszék politikai súlya fokozatosan csökkent. Ugyanakkor a kancellária tisztviselői többnyire egyszerű származású, nemesi rangra emelkedett hivatalnokok, esetleg patríciusok voltak. Ennek következtében a döntően református és unitárius erdélyi arisztokrácia, az erdélyi rendek által támogatott – és tagjaikból álló – főkormányszék tekintélye jóval meghaladta az udvari kancelláriáét az erdélyi koronatartomány társadalmi közmegítélésében.
Nem csupán a gubernium, de az Erdélyi Udvari Kancellária is több szempontból háttérbe szorítva érezte magát. Hatásköre névleges és szűkebb volt a többi alkancelláriáénál, például a Magyar Udvari Kancelláriánál. A nagyobb súlyú ügyeket nem közvetlenül az uralkodónak, hanem az államtanács erdélyi ügyekkel foglalkozó bizottságának (Ministerialkonferenz in rebus Transylvanicis) kellett felterjeszteni további vitára. Ennek ülésein maga az alkancellár sem jelenhetett meg, és az udvari kancellária sokszor csak utólag értesült a kompetenciájába tartozó ügyek kimeneteléről. Jóllehet, Bornemissza János végül elérte, hogy legalább az alkancellár részt vehessen a tanácskozásokon, ám egyfelől politikai súlya elégtelen volt a vita mederben tartására vagy a döntés befolyásolására, másfelől ez csak tovább szította a feszültséget a guberniummal, a Ministerialkonferenz tanácskozásairól ugyanis semmiféle beszámolót nem kaptak az alkancellár hivatalától.

## Erdélyi udvari kancellárok névsora
| kép                                                                                                | név | hivatal kezdete | hivatal vége | megjegyzés |
| -------------------------------------------------------------------------------------------------- | --- | --------------- | ------------ | ---------- |
| | Bethlen Miklós | 1695            | 1706         |            |
| | üresedés | 1706            | 1742         |            |
| | Gyulaffy László | 1742            | 1754         |            |
| | Bethlen Gábor | 1755            | 1765         |            |
| | üresedés | 1765            | 1782         |            |
| 1782-ben az Erdélyi és a Magyar Udvari Kancellária egyesült. 1791-ben újra szétválasztásra került. | |                 |              |            |
| | Teleki Sámuel | 1791            | 1822         |            |
| | Jósika János | 1822            | 1837         |            |
| | Nopcsa Elek | 1837            | 1844         |            |
| | Jósika Sámuel | 1846            | 1848         |            |
| 1848-ban a hivatal megszűnt. Majd 1860-ban az októberi diploma újra életre hívta.                  | |                 |              |            |
| | Kemény Ferenc | 1860            | 1861         |            |
| | Nádasdy Ferenc | 1861            | 1865         |            |
| | Haller Ferenc | 1865            | 1867         |            |
| | 1867. február 17-én a császár Haller Ferenc kancellárhoz intézett leiratban rendelkezett a kancellária megszüntetéséről. |                 |              |            |